# Tonite
"Tonite" é uma música do rapper e produtor DJ Quik, lançado como o segundo single de seu primeiro álbum de estúdio Quik Is the Name. A revista Complex considerou-a a 44ª melhor das "Melhores Canções de Rap de L.A.". A parte do sintetizador foi programada pelo ex-produtor do LA Dream Team, The Real Richie Rich.

## Lista de Faixas
CD single dos EUA
1. "Tonite" (versão do álbum) – 5:23
2. "Tonite" (Instrumental) – 5:13
3. "Tonite" (Remix de Seasoning Salt) – 5:25
4. "Tonite" (Instrumental de Seasoning Salt) – 5:16

EUA 12" single
1. "Tonite" (Versão do Álbum) – 5:23
2. "Tonite" (Edição de Rádio) – 3:29
3. "Tonite" (Instrumental) – 5:12
4. "Tonite" (Remix de Seasoning Salt) – 5:25
5. "Tonite" (Instrumental de Seasoning Salt) – 5:16

Single cassete dos EUA
1. "Tonite" – 5:23
2. "Tonite" (Remix de Seasoning Salt) – 5:25

CD single promocional dos EUA 
1. "Tonite" (Edição de Rádio) – 3:29
2. "Tonite" (Versão da Rádio Completa) – 5:22

Reino Unido 12" single
1. "Tonite" (Versão do Álbum) – 5:23
2. "Tonite" (Versão da Rádio) – 3:59
3. "Tonite" (Remix de Seasoning Salt)  – 5:25
4. "Tonite" (Instrumental de Seasoning Salt) – 4:49

## Gráficos
| Gráficos (1991)                                   | Posição de pico |
| ------------------------------------------------- | --------------- |
| U.S. Billboard Hot 100                            | 49              |
| U.S. Billboard Hot Dance Music/Maxi-Singles Sales | 38              |
| U.S. Billboard Hot R&B/Hip-Hop Songs              | 13              |
| U.S. Billboard Hot Rap Tracks                     | 3               |